# Criteria Studios

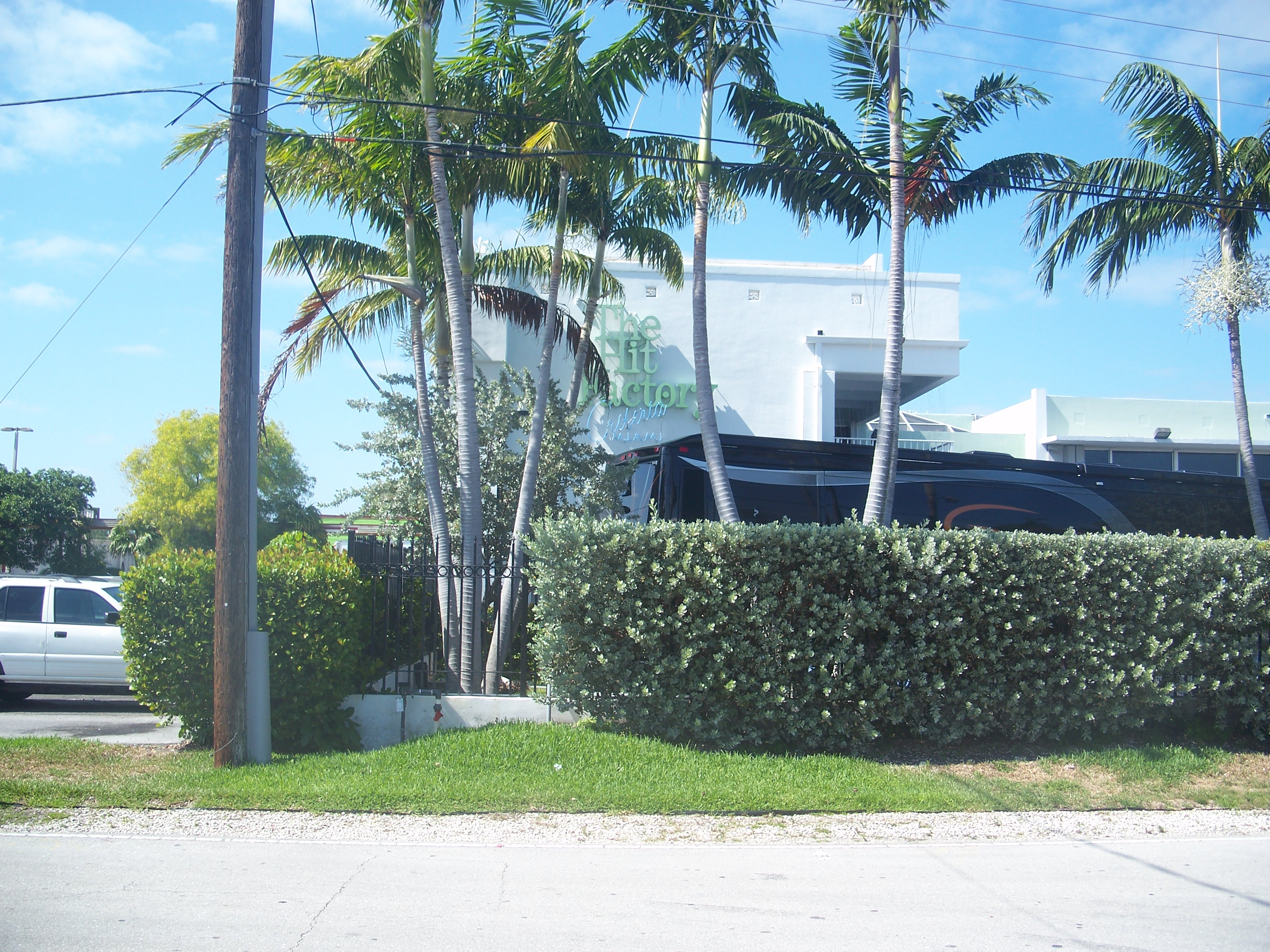
Hit Factory Criteria Miami в 2011 році.

Criteria Studios — студія звукозапису, розташована в Маямі, була створена Марком Емерманом в 1951 році.
В 1999 році власники студії The Hit Factory придбали Criteria Studios, реконструювали будівлю та повторно відкрили її під вивіскою — The Hit Factory Criteria Miami.
У загальному числі, на студії було записано 250 золотих та платинових синглів/альбомів, серед них: пісні — «Layla», «I Feel Good», легендарні платівки — Hotel California і Rumours.

## Відомі виконавці
Список обраних музикантів, які записували сингли/альбоми на студії:
| - 2 Live Crew - 10,000 Maniacs - ABBA - AC/DC - Aerosmith - Алехандро Санс - The Allman Brothers - Енді Гібб - Арета Франклін - Bee Gees - Біллі Джоел - Black Sabbath - Боб Ділан | - Боб Марлі - Боб Сігер - Бутсі Коллінз - Брук Бентон - Candy - Charred Walls of the Damned - Chicago - Comateens - Crosby, Stills and Nash - Девід Боуї - Derek and the Dominos - Dr. Dre - The Eagles | - Ерік Клептон - Expose - Fleetwood Mac - Gang of Four - Глорія Естефан - Grand Funk Railroad - Джекі Глісон - Джеймс Браун - Джон Мелленкемп - Джон Денвер - Хуліо Іглесіас - Ленні Кравіц - Less Than Jake - Lynyrd Skynyrd | - Manassas - Мерилін Менсон - Meatloaf - Mink DeVille - The Nails - N.O.R.E. - R.E.M. - R. Kelly - The Romantics - Soda Stereo - Will to Power - Wishbone Ash - Інгві Мальмстін |